# Discografia di Tredici Pietro
La discografia di Tredici Pietro, rapper e cantante italiano, è costituita da tre album in studio (di cui uno inciso con Lil Busso), due EP, diciotto singoli e altrettanti video musicali (inclusi quelli come artista ospite), pubblicati dal 2018.

## Album in studio
| Anno | Titolo | Classifiche |
| Anno | Titolo | ITA         |
| ---- | --- | ----------- |
| 2022 | Solito posto, soliti guai - Pubblicato: 22 aprile 2022 - Etichetta: Universal - Formati: download digitale, streaming    | 5           |
| 2022 | Lovesick (con Lil Busso) - Pubblicato: 2 dicembre 2022 - Etichetta: Epic - Formati: CD, download digitale, LP, streaming | 66          |
| 2025 | Non guardare giù - Pubblicato: 4 aprile 2025 - Etichetta: Epic - Formati: CD, download digitale, LP, streaming           | 9           |

## Extended play
| Anno | Titolo | Classifiche |
| Anno | Titolo | ITA         |
| ---- | --- | ----------- |
| 2019 | Assurdo - Pubblicato: 7 giugno 2019 - Etichetta: Universal - Formati: download digitale, streaming                 | 58          |
| 2021 | X questa notte - Pubblicato: 21 aprile 2021 - Etichetta: Universal - Formati: CD, download digitale, LP, streaming | 45          |

## Singoli

### Come artista principale
| Anno                                                         | Titolo                             | Classifiche | Certificazioni                           | Unità           | Album di provenienza |
| Anno                                                         | Titolo                             | ITA         | Certificazioni                           | Unità           | Album di provenienza |
| ------------------------------------------------------------ | ---------------------------------- | ----------- | ---------------------------------------- | --------------- | -------------------- |
| 2018                                                         | Pizza e fichi                      | —           |                                          |                 | /                    |
| 2018                                                         | Piccolo Pietro                     | —           |                                          |                 | /                    |
| 2018                                                         | Rick e Morty                       | —           |                                          |                 | /                    |
| 2019                                                         | Passaporto                         | —           |                                          |                 | /                    |
| 2019                                                         | Tu non sei con noi, bro            | —           | Assurdo                                  |                 |                      |
| 2020                                                         | Vestiti d'odio (con gli Psicologi) | 28          | - ITA: Platino                           | - ITA: 100 000+ | /                    |
| 2020                                                         | Dimmi come fare, lo faccio         | —           |                                          |                 | /                    |
| 2021                                                         | Oro (feat. Mecna)                  | —           | X questa notte Solito posto, soliti guai |                 |                      |
| 2022                                                         | Come fossi andato via              | —           | Solito posto, soliti guai                |                 |                      |
| 2022                                                         | Guardami le spalle                 | —           | /                                        |                 |                      |
| 2022                                                         | Why U Naked? (con Lil Busso)       | —           | /                                        |                 |                      |
| 2022                                                         | 2€ / secondo (con Lil Busso)       | —           | Lovesick                                 |                 |                      |
| 2023                                                         | Bro + Bro (con Lil Busso)          | —           | Lovesick                                 |                 |                      |
| 2023                                                         | Velenosa (con Lil Busso)           | —           | /                                        |                 |                      |
| 2024                                                         | Big panorama                       | —           | /                                        |                 |                      |
| 2024                                                         | High                               | —           | /                                        |                 |                      |
| 2025                                                         | Morire                             | —           | Non guardare giù                         |                 |                      |
| 2025                                                         | Verità                             | —           | Non guardare giù                         |                 |                      |
| "—" indica una pubblicazione non classificata in quel paese. |                                    |             |                                          |                 |                      |

### Come artista ospite
| Anno                                                         | Titolo                                                               | Classifiche | Album di provenienza      |
| Anno                                                         | Titolo                                                               | ITA         | Album di provenienza      |
| ------------------------------------------------------------ | -------------------------------------------------------------------- | ----------- | ------------------------- |
| 2021                                                         | Lentiggini (Fudasca feat. Alfa e Tredici Pietro)                     | —           | /                         |
| 2024                                                         | Immagina (Fudasca feat. Tredici Pietro, Francesca Michielin e Mecna) | —           | /                         |
| 2025                                                         | Che gusto c'è (Fabri Fibra feat. Tredici Pietro)                     | 6           | Mentre Los Angeles brucia |
| "—" indica una pubblicazione non classificata in quel paese. |                                                                      |             |                           |

## Collaborazioni
| Anno | Titolo                                        | Album di provenienza         |
| ---- | --------------------------------------------- | ---------------------------- |
| 2019 | 1€ / secondo (Lil Busso feat. Tredici Pietro) | Ipermetromondo               |
| 2020 | Funerale (Psicologi feat. Tredici Pietro)     | Millennium Bug               |
| 2021 | Che palle (Lil Busso feat. Tredici Pietro     | Sbagli di proposito          |
| 2022 | Giorni vuoti (Bnkr44 feat. Tredici Pietro)    | Farsi male a noi va bene 2.0 |

## Video musicali
| Anno | Titolo                     | Regista/i                         |
| ---- | -------------------------- | --------------------------------- |
| 2018 | Pizza e fichi              | Marco Bonalumi e Matteo Gianino   |
| 2018 | Piccolo Pietro             | Marco Bonalumi e Matteo Gianino   |
| 2018 | Rick e Morty               | Marco Bonalumi e Matteo Gianino   |
| 2019 | Passaporto                 | Marco Bonalumi e Matteo Gianino   |
| 2019 | Tu non sei con noi, bro    | Enrico Rassu                      |
| 2020 | Dimmi come fare, lo faccio | Manuel Tatasciore e Nicola Bussei |
| 2021 | Oro                        | Nicola Bussei                     |
| 2021 | Lentiggini                 | Bruno Nogarotto                   |
| 2022 | Come fossi andato via      | Asia J. Lanni                     |
| 2022 | Guardami le spalle         | Simone Mariano                    |
| 2022 | Why U Naked?               | Graziano Guastella                |
| 2023 | Bro + Bro                  | Orsoteschio                       |
| 2024 | Big panorama               | Simone Peluso                     |
| 2024 | High                       | Simone Peluso                     |
| 2024 | Immagina                   | Nicolò Bassetto                   |
| 2025 | Morire                     | Nicolò Bassetto                   |
| 2025 | Verità                     | Nicolò Bassetto                   |
| 2025 | Che gusto c'è              | Cosimo Alemà                      |